# Santa María de Ipire
Santa María de Ipire è un comune del Venezuela situato nello Stato del Guárico.
Il capoluogo del comune è la città di Santa María de Ipire.